# Rubén Martínez Villena
Pour les articles homonymes, voir Martínez et Villena (homonymie).
Rubén Martínez Villena, né le 20 décembre 1899 à Alquízar (Cuba) et mort le 16 janvier 1934 à La Havane, est un avocat, intellectuel et révolutionnaire cubain.